# Red de Ciencia y Desarrollo
SciDev. Neto es una organización sin fines de lucro que produce noticias, puntos de vista y análisis sobre ciencia y tecnología en el contexto del desarrollo global. Este se relaciona principalmente con profesionales del desarrollo, formuladores de políticas, investigadores, los medios de comunicación y el público.
La organización fue fundada en 2001 en respuesta a la brecha significativa en el conocimiento científico entre países ricos y pobres, con el entendimiento de que “aquellos que se beneficiarán más de la ciencia y la tecnología modernas son también aquellos con menos acceso a la información al respecto". Este busca corregir este desequilibrio a través de su sitio web de acceso gratuito, redes regionales y talleres especializados.
SciDev. Net tiene como objetivo ayudar a las personas y organizaciones a aplicar la evidencia y los conocimientos de la ciencia y la tecnología, a la toma de decisiones para tener un impacto positivo en el desarrollo equitativo y sostenible de la reducción de la pobreza.
La edición global tiene su sede en Londres y hay seis oficinas regionales en América Latina y el Caribe (español), Medio Oriente y África del Norte y Occidental (árabe), Asia Meridional, Asia Sudoriental y el Pacífico, África Subsahariana (inglés y francés).
SciDev. Net es una sociedad limitada por garantía y una organización benéfica registrada en Inglaterra y Gales (número de organización benéfica registrada 1089590).

## Sitio web
El sitio web SciDev.Net se compone de una edición mundial y seis regionales. SciDev. Net publica en cuatro idiomas: inglés, español, francés y árabe. El contenido incluye: noticias, análisis, multimedia, guías prácticas, informes de series de aprendizaje, editoriales de opinio, focos y visualizaciones de datos.
Noticias : La cobertura de noticias de SciDev.Net está en el corazón de su sitio web y se agregan artículos diariamente. Periodistas independientes de todo el mundo en desarrollo escriben gran parte de este material y trabajan en estrecha colaboración con un equipo de editores para garantizar una cobertura oportuna y precisa de las últimas noticias.
Blogs de análisis : Los blogs SciDev. de análisis de redes se enfocan en grupos vulnerables o marginados que tienden a ser desatendidos en el periodismo de desarrollo convencional. Su objetivo es cerrar la brecha entre la ciencia y el desarrollo y proporcionar un análisis de cómo cada uno puede informar al otro. SciDev. Los blogs de análisis neto incluyen:
- Centrarse en el género
- Centrarse en la discapacidad
- Foco en Migración Foco en Pobreza
- Enfoque en el sector privado
- Ver sobre discapacidad
- Ver en Género
- Ver en Migración
- Ver en el sector privado
- Ver sobre la pobreza

Opiniones: SciDev. Los artículos de opinión de Net son contribuciones exclusivas de los principales expertos mundiales en ciencia y desarrollo internacional. SciDev. Net ha publicado contribuciones exclusivas de figuras como Calestous Juma, Paul Boateng, Mark Lynas, Gordon Conway y Mariéme Jamme .
Multimedia: SciDev. Net produce contenido multimedia original, como videos, podcasts, ensayos fotográficos, galerías de imágenes y presentaciones de diapositivas de audio y video.
Guías prácticas: escritas por expertos en su campo, las guías prácticas ayudan a los lectores a fortalecer y aprender nuevas habilidades. Estas guías:
- Proporcionar asesoramiento experto para que los periodistas perfeccionen sus habilidades y mejoren su cobertura de temas candentes para medios impresos, de difusión y en línea.
- Ayude a los científicos con guías prácticas sobre cómo publicar investigaciones, informar a los responsables de la formulación de políticas y publicitar su trabajo.
- Apoye a los comunicadores científicos con herramientas y tácticas en áreas como blogs, comunicados de prensa y cobertura de temas controvertidos.

Spotlights : estas colecciones especiales de artículos se centran en un "tema candente" y brindan una mirada profunda a los problemas clave que enfrentan los países en desarrollo. Los puntos destacados publicados hasta la fecha incluyen:
- Crisis de alojamiento: reconstrucción después de la tormenta[4]
- Gestión de las crisis sanitarias posteriores al ébola[5]
- Transformando ciudades para la sostenibilidad[6]
- Hacer que la educación superior funcione para África[7]
- Big data para el desarrollo[8]

Visualizaciones de datos: Desde 2014 SciDev. Net ha estado produciendo visualizaciones de datos. Estas características interactivas transforman los últimos problemas de desarrollo internacional en información accesible que informa la toma de decisiones basada en datos. SciDev. Net ha trabajado con una serie de socios, incluidos SightSavers, para producir visualizaciones de datos sobre una amplia variedad de temas, entre ellos:
- Mapeo del tracoma para eliminar la ceguera[9]
- La brecha digital oculta[10] (nominado a los Kantar Information is Beautiful Awards 2015)[11]
- El futuro hidroeléctrico de África[12]
- La urbanización y el auge de la ciudad[13]

## Temas y regiones
El SciDev. El sitio web de Net se reestructuró y relanzó en marzo de 2008 para brindar acceso al material a través de 'temas de acceso', que reúnen actualizaciones de noticias y análisis sobre temas clave. Los temas tratados son:
- Agricultura
- Ambiente
- Salud
- Gobernancia
- Empresa
- Comunicación

Las noticias de ciencia y tecnología también están disponibles a través de 'ediciones regionales':
- África subsahariana
- América Latina y el Caribe
- الشرق الأوسط وشمال أفريقيا
- Asia del Sur
- Asia sudoriental y el Pacífico
- África Subsahariana

La cobertura es informada por grupos asesores regionales que consisten en un gran número de periodistas, consultores, asesores y usuarios registrados con sede en países en desarrollo. Trabajan para garantizar que se represente la perspectiva de un país en desarrollo.

## Capacitación
SciDev. Net tiene más de 15 años de experiencia apoyando específicamente a periodistas e investigadores del sur para comunicar evidencia científica a través de talleres y tutorías en el trabajo. Desde sus inicios, SciDev. Net ha impartido talleres para aproximadamente 1.500 periodistas.
En 2013 SciDev. Net puso a prueba un nuevo enfoque para el desarrollo de capacidades centrado en la formación de formadores. El nuevo enfoque ofrece una combinación de talleres presenciales, programas de creación de redes, premios, tutoría y aprendizaje en línea para periodistas, investigadores y legisladores.

## Registrarse
Visitantes que se registran en SciDev. Net recibe un correo electrónico semanal y/o diario gratuito con las últimas noticias del sitio web. Están disponibles para cada edición en inglés, español, árabe y francés. Aquellos que se registren pueden comentar artículos y enviar anuncios, eventos, trabajos y subvenciones al tablón de anuncios de forma gratuita y estos se presentan en el sitio web y en los correos electrónicos semanales.